# Ethel Cain
Hayden Silas Anhedönia (Tallahassee, Florida, 1998. március 24. –), művésznevén Ethel Cain, amerikai énekesnő, dalszerző, producer. Dalszövegei nosztalgikus és déli gótikus elemekre épülnek, műfaját tekintve zenéjét helyezték az ambient, indie rock és a kortárs népzene műfajokba.
Anhedönia több különböző néven adott ki projekteket, mielőtt megkezdte volna fő projektjét 2019 közepén. Három középlemez előzte meg debütáló stúdióalbumát, a Preacher’s Daughtert, amelyet 2022-ben adott ki és szakértők méltatták, többen az év egyik legjobb lemezének nevezték. Perverts című műve 2025-ben jelent meg. Ugyanebben az évben jelenik meg második stúdióalbuma, a Willoughby Tucker, I’ll Always Love You, amely történetét tekintve az első lemez előzménye.

## Pályafutása

### 2017–2021: kezdetek és középlemezek
Anhedönia 2017-ben kezdett el zenélni. Első középlemeze az Ethel Cain név alatt 2019. szeptember 13-án jelent meg Carpet Bed címen. Hónapokkal később kiadta a Golden Age-et december 1-én. 2020 januárjában Wicca Phase Springs Eternal zenész javaslatára felfedezte Lil Aaron rapper, aki meghívta a Prescription Songs kiadóhoz, majd leszerződtette.
2021 februárjában Anhedönia kiadta első kislemezét, mint Ethel Cain, Michelle Pfeiffer címen, amelyen közreműködött Lil Aaron. A Billboard a dalról azt írta, hogy alternatív rock, folk és még country is. Második kislemeze, a Crush március 18-án jelent meg, majd augusztus 3-án egy videóklip követte. A két szám része volt az Inbred című középlemeznek, amelyet a Pitchfork 7,6-ra értékelt és a tavasz egyik legjobban várt albumának nevezte. 2022. március 8-án kiadta Britney Spears Everytime című dalának feldolgozását.

### 2022–2024: aPreacher’s Daughter
2022. március 17-én Anhedönia kiadta Gibson Girl című kislemezét, és bejelentette debütáló albumát, a Preacher’s Daughtert. A lemez május 12-én jelent meg, az előadó saját kiadóján, a Daughters of Cainen keresztül. Egy koncepcióalbum, amely az Ethel Cain nevű karakter köré épült fel. Zenekritikusok méltatták a lemezt, és az év egyik legjobbjának nevezték. Két kislemez jelent meg róla: a Strangers április 7-én és az American Teenager április 21-én, az utóbbihoz később egy videóklipet is kiadtak. Az album népszerűsítése érdekében koncertezni kezdett a Freezer Bride Tour (2022) és a Blood Stained Blonde Tour (2023) turnék keretei között. Ezek mellett nyitóelőadó volt a Florence and the Machine Dance Fever Tour turnéja egy koncertjén, illetve Caroline Polachek Spiraling Tour koncertsorozatán. 2024. december 6-án jelent meg az album hanglemezen.
2023 áprilisában fellépett a Coachella Fesztiválon. 2023. június 3-án Anhedönia elájult a színpadon, miközben fellépett a Sydney-i Operaházban, amelynek következtében törölték a koncertet. Másnap már ismét koncertezett. 2023 augusztusában fellépett a Reading Fesztiválon és a Gunnersbury Parkban, a Boygeniusszal és a Munával. 2023 decemberében bejelentette a Childish Behaviour turnét, amely 2024-ben került megrendezésre. 2023-ban kiadta a Famous Last Words (An Ode to Eaters) dalt, amelyet Luca Guadagnino Csontok meg minden filmje inspirált.

### 2024–napjainkig: aPervertsés aWilloughby Tucker, I’ll Always Love You
Anhedönia 2024-ben szerepelt a Forbes 30 Under 30 listáján. Nyitóelőadója volt a Mitski The Land Is Inhospitable and So Are We (2023) albumát népszerűsítő turnéjának. 2024. február 14-én kiadta من النهر (magyarosítva: min en-Nahr, jelentése: A folyótól) című dalát, amely egy ima volt a palesztinokért. 2024. szeptember 5-én megjelentette a For Sure feldolgozását. napokkal később előadta a dalt az eredeti előadóval, az American Football együttessel.
2024. október 14-én bejelentett a Perverts című művét, amely 2025. január 8-án jelent meg. Nem tekintik stúdióalbumnak. Később ugyanebben az évben megjelentette debütáló albumának történeti előzményét, amely öt évvel a Preacher’s Daughter előtt játszódik 1986-ban, Willoughby Tucker, I’ll Always Love You’ címen.

## A karakter
Ethel Lenora Cain (Shady Grove, Alabama, 1970. – Észak-Kalifornia, 1991.) Hayden Anhedönia azonos nevű zenei projektjének főszereplője. Életét a Preacher’s Daughter (2022) és a Willoughby Tucker, I’ll Always Love You (2025) stúdióalbumok dolgozzák fel. Régies nevét Anhedönia azért választotta ki, hogy nosztalgikus érzést hozzon elő a hallgatóból, és bemutassa kapcsolatát a Dél-Egyesült Államokhoz, míg a Cain vezetéknév utalás Káin bibliai szereplőre.
Ethel Vera és Joseph Cain egyetlen lányaként nőtt fel, apja diakónus volt a helyi templomban. Gyerekkoráról nem sok ismert, hiszen a Willoughby Tucker, I’ll Always Love You 16 éves korában játszódik, 1986-ban. A Preacher’s Daughter történetéből kiderül, hogy sok időt töltött templomban és apja szexuálisan zaklatta, erőszakos volt. Apja 1981-ben halt meg, tíz évvel a Preacher’s Daughter kezdete előtt. Iskolában ismerkedett meg Willoughby Tuckerrel, későbbi szerelmével. A második album kezdetekor kezdett egyre közelebb lenni Tuckerrel, akivel később kapcsolatban is voltak. Az évek során, és egy majdnem halálos baleset után Willoughby elkezdett eltávolodni Etheltől, majd a lány végül elhagyta egy tornádó éjszakáján, de soha sem szeretett mást annyira, mint őt.
Felnőtt korában apja emlékére átvette a templomi gyülekezet vezetését, illetve a Packie’s Diner étteremben dolgozott. Az American Teenager szerint Ethel sokszor szenvedett saját hitével való kapcsolatával. 1991-ben – mikor a Preacher’s Daughter játszódik – elhagyta otthonát Logan Phelpsszel, egy erőszakos bűnözővel, akiről a Western Nights dal íródott. Együtt kiraboltak egy bankot, amely közben Logant megölte a rendőrség, Ethel elmenekült. Bujkálása közben megismerte Isaiah Abramet Arlingtonban, szerelmes kapcsolatot kezd vele. A Thoroughfare dal írja le megismerkedésüket, Ethel csatlakozik Isaiah-hoz kaliforniai útján (bár nem teljesen egyértelmű, hogy Isaiah elrabolta-e, vagy beleegyezéssel). A Preacher’s Daughter második „felvonásában” Isaiah elkezdte drogokkal tömni a lányt, szexmunkára kényszerítve őt. Az August Underground című dal elmeséli, ahogy Isaiah meggyilkolja Ethelt egy kaliforniai kabin padlásán, amely mindig is a terve volt. Halála után Isaiah egy mélyhűtőben tartotta testét a ház pincéjében, egyes részeit meg is ette, mielőtt a rendőrök megtalálták.

## Magánélete
Anhedönia 12 évesen coming outolt családja előtt, majd 20. születésnapján megosztotta, hogy transznemű: „Ahogy felnőttem, megtudtam, hogy vannak más opciók.” „Mindenki számára egyértelmű volt, hogy nem voltam olyan, mint mások. Mikor elkezdtem növekedni, elkezdtem egyre biztosabban érezni magam, mint egy transz nő. Egyedül voltam az egész kisváros ellen.” Az énekes biszexuális nő.
Egy 2021-es interjúban kijelentette, hogy még mindig déli baptista kereszténynek tekinti magát, akkor is, ha az egyházat már 16 évesen elhagyta, hiszen gyerekkorában Isten nagy szerepet játszott. Később, 2023-ban megosztotta, hogy az egész családja már elhagyta az egyházat, és már nem tekintette magát kereszténynek, de még mindig azon értékek alapján él, amelyeket gyerekkorában tanult. Felnőtt korában diagnosztizálták autizmussal, amelyről kijelentette, hogy nagy befolyással volt művészetére.

## Diszkográfia
| Stúdióalbumok - Preacher’s Daughter (2022) - Willoughby Tucker, I’ll Always Love You (2025) Egyéb - Perverts (2025) | Középlemezek - Carpet Bed (2019) - Golden Age (2019) - Inbred (2021) |

Kislemezek
- Michelle Pfeiffer (2021)
- Crush (2021)
- Gibson Girl (2022)
- Strangers (2022)
- American Teenager (2022)
- Famous Last Words (An Ode to Eaters) (2023)
- For Sure (2024)
- Punish (2024)
- Nettles (2025)
- Fuck Me Eyes (2025)

## Turné
Headliner
- The Freezer Bride Tour (2022)
- Blood Stained Blonde Tour (2023)
- The Childish Behaviour Tour (2024)
- The Willoughby Tucker Forever Tour (2025)

Nyitófeelépő
- Dance Fever Tour (2022)
- Spiraling Tour (2023)
- The Tour (2023)
- The Land Is Inhospitable And So Are We Tour (2024)

## Díjak és jelölések
| Díjátadó          | Év   | Jelölt/Munka | Kategória                      | Eredmény | For.   |
| ----------------- | ---- | ------------ | ------------------------------ | -------- | ------ |
| GLAAD Media Award | 2023 | Ethel Cain   | Kiemelkedő áttörő zenei előadó | Jelölve  | [ 47 ] |